# 히가시센다이역
히가시센다이역(일본어: 東仙台駅)은 일본 미야기현 센다이시 미야기노구에 있는 동일본 여객철도 도호쿠 본선의 역이다. 단선 · 섬식의 형태를 합친 복합 구조의 철도 역사이다.

## 타는 곳
| 1 | ■ 도호쿠 본선 | (하행) | 리후 · 시오가마 · 마쓰시마 · 고고타 방면 |
| 2 | ■ 도호쿠 본선 | (상행) | 센다이 · 시로이시 · 후쿠시마 방면        |

## 이용 현황
| 연도     | 하루 평균 승차 인원 | 연도     | 하루 평균 승차 인원 |
| 2000년도 | 3,915               | 2006년도 | 3,270               |
| 2001년도 | 3,895               | 2007년도 | 3,276               |
| 2002년도 | 3,785               | 2008년도 | 3,253               |
| 2003년도 | 3,763               | 2009년도 | 3,159               |
| 2004년도 | 3,546               | 2010년도 | 3,019               |
| 2005년도 | 3,351               |          |                     |
| -------- | ------------------- | -------- | ------------------- |

## 역 주변
- 동일본 여객철도 센세키 선 니가타케역
- NHK 하라노마치 라디오 방송소
- 도호쿠 공제 병원 미야기노 분원

## 역사
- 1909년 10월 18일 : 니가타케 신호소(일본어: 苦竹信号所)로서 개업.
- 1932년 7월 25일 : 히가시센다이역으로서 개업.
- 1987년 4월 1일 : 민영화에 따라, 동일본 여객철도가 계승.
- 2003년
  - 3월 6일: 자동 개찰 도입.
  - 10월 26일: 스이카 도입.
- 2016년 2월 28일: 새 역사 완공.

## 인접 정차역
| 도호쿠 본선                      | 도호쿠 본선             | 도호쿠 본선              |
| -------------------------------- | ----------------------- | ------------------------ |
| 센다이 후쿠시마 방면             | ■ 도호쿠 본선           | 이와키리 이치노세키 방면 |
| 센다이 화물 터미널 나가마치 방면 | ■ 도호쿠 본선 화물 지선 | 시·종착역                |